# Caquetá (folyó)
A Caquetá (Brazíliában Japurá) egy folyó Dél-Amerikában. Kolumbiában ered, majd Brazília területén torkollik az Amazonasba.

## Útvonala
A Caquetá a kolumbiai Cauca megyében ered az Andok hegyei között, 3850 méteres tengerszint feletti magasságban. Folyása végig nagyjából kelet–délkeleti irányú. 665 km-en keresztül Caquetá és Putumayo megye határát alkotja, ebből mintegy 560 km Solano községhez tartozik, melynek ivóvízellátásában is fontos szerepet játszik. A brazil határ átlépése után portugál nevén, Japurának nevezik.

## Vízjárása
Mivel a folyó vízgyűjtőterületén (ami Kolumbiában Cauca, Putumayo, Caquetá, Guaviare, Vaupés és Amazonas megyékre, Brazíliában pedig Amazonas államra terjed ki) az év áprilistól szeptemberig tartó része csapadékosabb, az októbertől márciusig tartó időszak viszont szárazabb, ezért a Caquetá a késő tavaszi és nyári hónapokban szállít több vizet. Vízhozama átlagosan 1100 m³/s, a Coemanínál található állomásnál a minimális vízhozam 670, a maximális 1688, az átlagos pedig 1106 m³/s.